# Quamtana entabeni
Quamtana entabeni är en spindelart som beskrevs av Huber 2003. Quamtana entabeni ingår i släktet Quamtana och familjen dallerspindlar. Inga underarter finns listade i Catalogue of Life.